# Fábula agonal

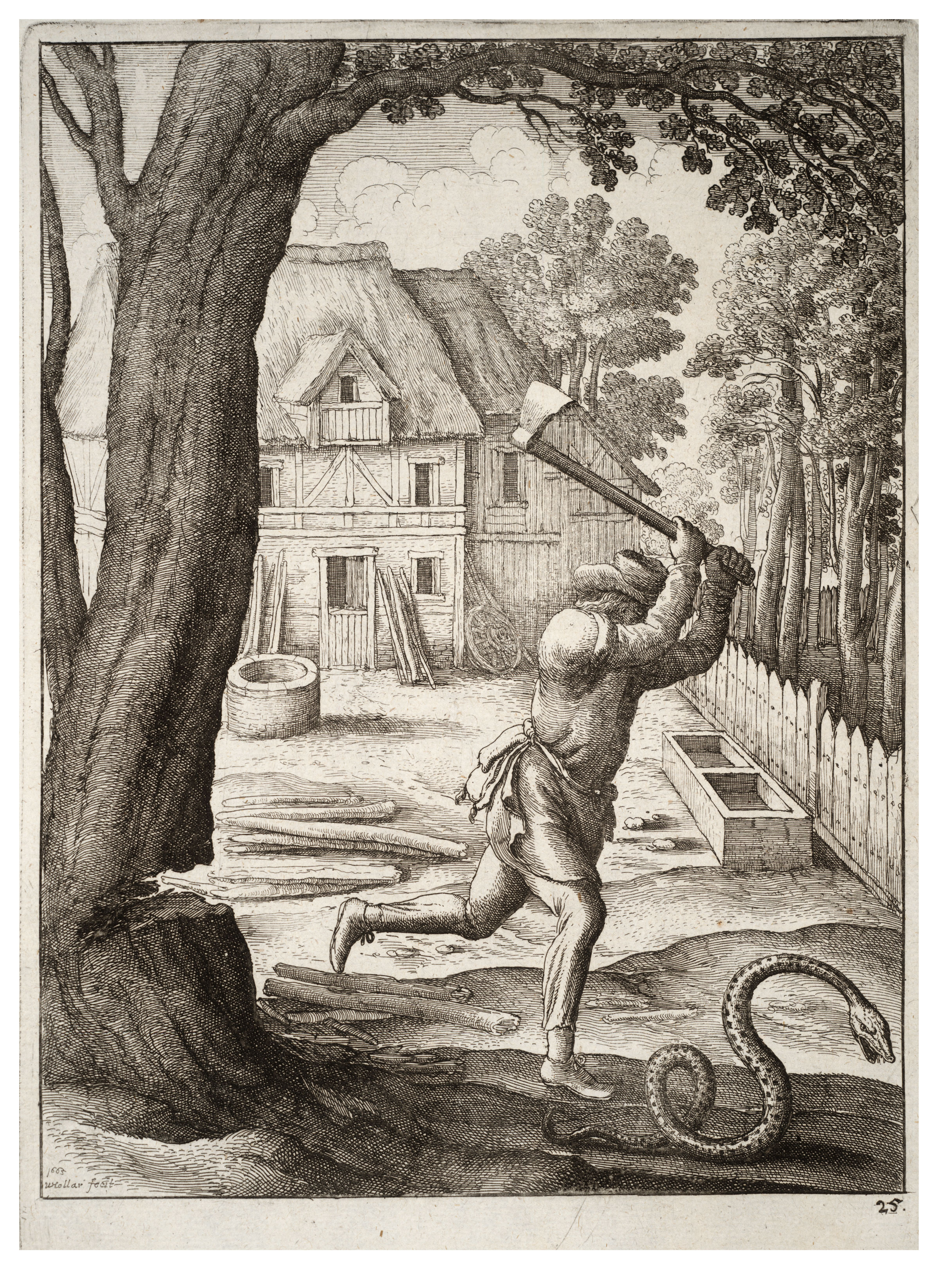
Fábula el granjero y la serpiente.

La fábula agonal (agonal deriva de Agon, en griego clásico ἀγών contienda, desafío, disputa) es uno de los dos tipos de fábulas en las que se dividen las fábulas clásicas: fábulas etiológicas y fábulas agonales.
Las fábula agonal presenta principalmente tres momentos en su desarrollo: Una situación principal en la que hay un enfrentamiento, de palabra o de acción, o ambas cosas a la vez, entre dos protagonistas; o, entre el protagonista y el antagonista. Una evaluación o «agón» con una intervención de cada uno de los  personajes enfrentados. Frecuentemente, suele terminar con una conclusión, y a veces, con lamentación o sarcasmo.
Un ejemplo característico de fábula agonal es la fábula «El hombre y la culebra» de Esopo.
En esta fábula se muestra que los ingratos y los malos, mientras más beneficios reciben, más se animan a hacer daño a quien le ayuda.
A modo de ejemplo podemos analizar la estructura de esta fábula, que se repite en todas las fábulas agonales, tanto esópicas, como de otros autores:
- Situación: Un caminante encuentra una culebra muerta de frío.
- Agón: La recoge y la cobija en su regazo, pero la culebra, animada por el calor, muerde a su protector, quien muere.
- Conclusión: No se debe ayudar a quienes, lejos de agradecerlo, se volverán contra su benefactor.